# Бесбаева, Баян Мусаевна
Баян Мусаевна Бесбаева (род. 9 июня 1960, Алма-Ата) — первый вице-президент, ректор Казахской академии труда и социальных отношений; кандидат биологических наук, профессор, член общественной организации «Международная академия информатизации».

## Биография
В 1978 году окончила биологический факультет Казахского государственного университета по специальности «биология» с присвоением квалификации «биолог; преподаватель биологии и химии», после чего работала в учреждениях Национальной академии наук Казахстана (1981—1994 — в Институте молекулярной биологии и биохимии). В 1987 году окончила аспирантуру Института биохимии Академии наук СССР (Москва).
С 1994 года — первый проректор, с 2001 — ректор Казахской академии труда и социальных отношений.
Стажировалась в США по программе «Управление университетами и международные обмены в США», в Турции по программе «Оценка качества образования»; окончила курсы повышения квалификации в области внедрения передовых методов обучения в вузе.
В 2003 году инициировала переход обучения студентов КазАТиСО по кредитной технологии.
Входит в состав Гендерного комитета Торгово-промышленной палаты Республики Казахстан, Совета ректоров Алма-Ата и Алматинской области, Ассоциации частных организаций образования, Независимой Ассоциации предпринимателей, Международной Ассоциации развития менеджмента стран Центральной и Восточной Европы CEEMAN.

## Научная деятельность
В 1990 году защитила кандидатскую диссертацию.
Член-корреспондент Международной академии информатизации ООН.
Автор более 20 научных работ.

### Избранные труды
- Бесбаева Б. М. Выделение, очистка и характеристика ксантиндегидрогеназы пшеницы и её молибденового кофактора : Автореф. дис. … канд. биол. наук. — Алма-Ата, 1990. — 22 с.

## Награды
- Почётные грамоты Министерства образования и науки РК (2010), Алматинского городского акимата;
- благодарственные письма от Президента Республики Казахстан и Правительства РК;
- Почётный работник образования Республики Казахстан[1][2].